# Łąg-Kolonia
Łąg-Kolonia (kaszub. Łãg-Kòlonijô) – wieś w Polsce, położona w województwie pomorskim, w powiecie chojnickim, w gminie Czersk.
W latach 1975–1998 miejscowość administracyjnie należała do województwa bydgoskiego.
Wieś stanowi sołectwo gminy Czersk.